# Universität Antwerpen

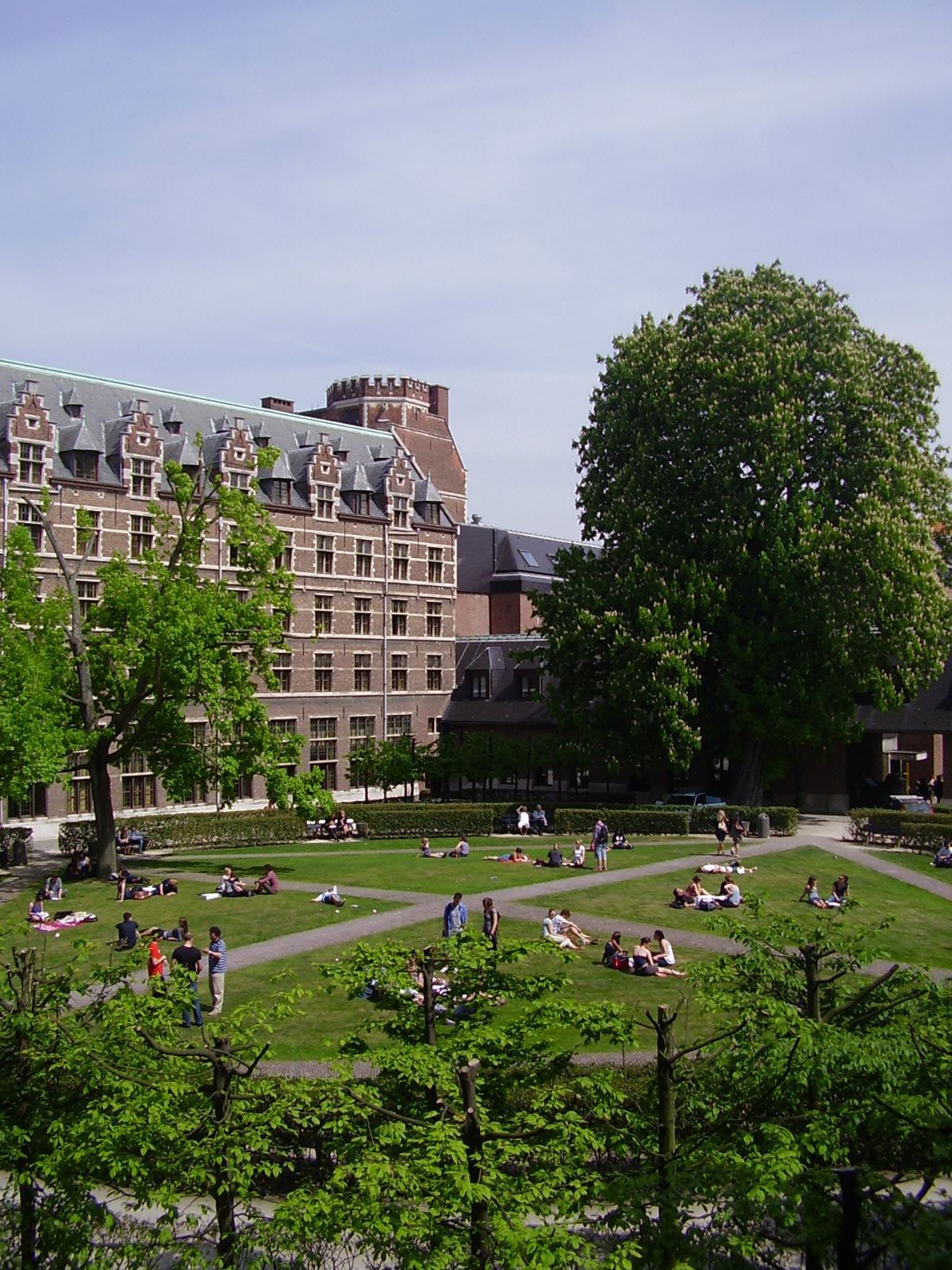
Auf dem Stadscampus

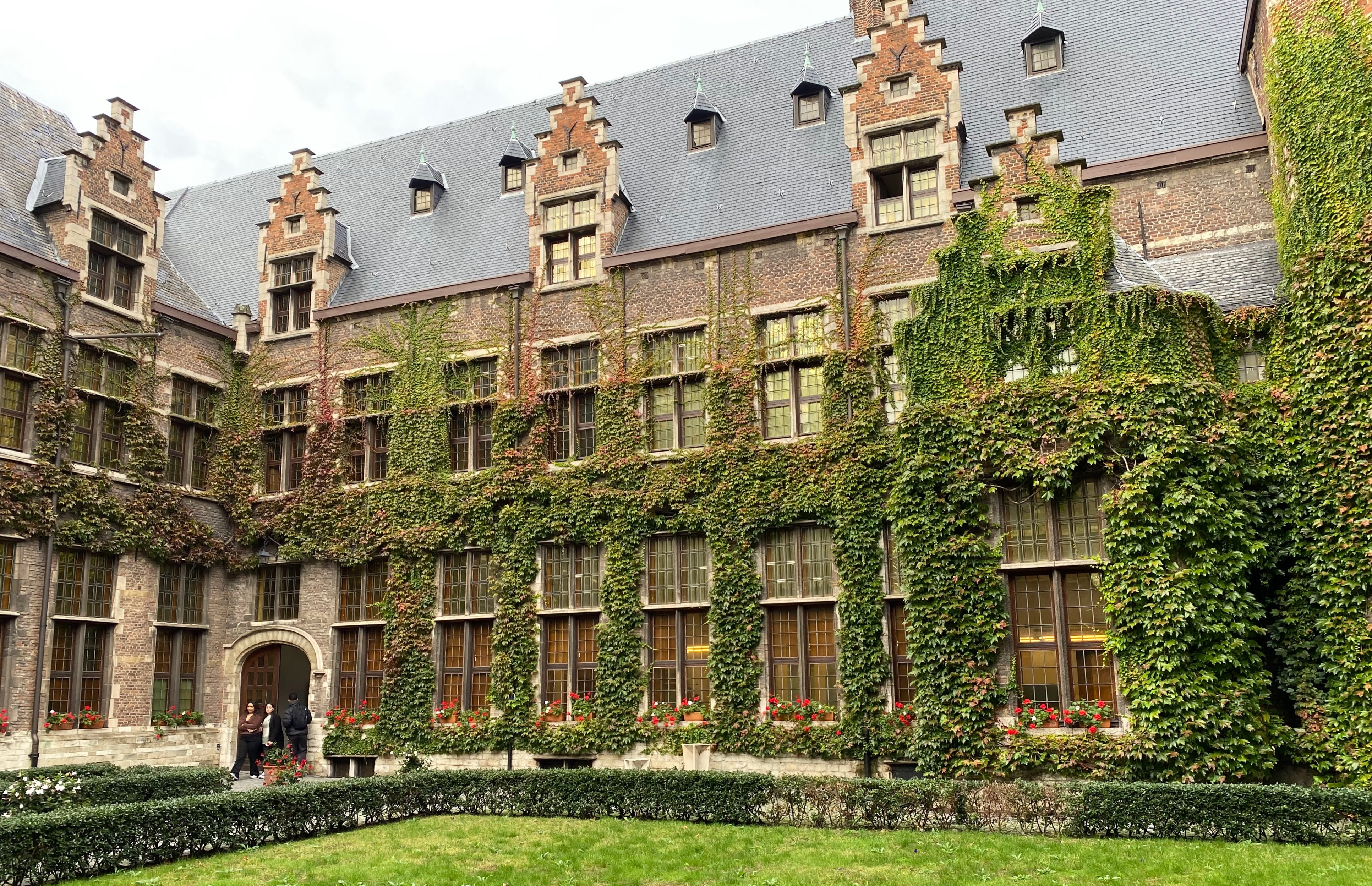
Ein Gebäude des Stadscampus

Die Universität Antwerpen (niederländisch: Universiteit Antwerpen) ist eine belgische Universität mit Sitz in Antwerpen. Mit zirka 20367 Studierenden ist sie die drittgrößte Universität in Flandern.

## Geschichte
Die Universität Antwerpen ist im Jahr 2003 aus den drei eigenständigen Universitäten Ufsia (Universitaire Faculteiten Sint-Ignatius Antwerpen), RUCA (Rijksuniversitair Centrum Antwerpen) und UIA (Universitaire Instelling Antwerpen) entstanden. Davor arbeiteten die einzelnen Institutionen eng zusammen.
In Zukunft sollen die einzelnen Bereiche wie folgt gruppiert werden:
Die Geisteswissenschaften (Fakultät Sozial- und Politikwissenschaft, Fakultät Recht, Fakultät Angewandte Wirtschaftswissenschaften, Fakultät Literatur und Philosophie) sollen im Stadtzentrum zentralisiert sein, im sogenannten Stadscampus (der früheren Ufsia). Die Medizinischen Fakultäten (Humanmedizin, Pharmazie, Biomedizin und Veterinärmedizin) sollen am Campus Drie Eiken zusammengeführt werden (früher UIA) und die naturwissenschaftlichen Fakultäten am Campus Middelheim und Campus Groenenborger (zusammen die frühere RUCA).
Im Zuge dieser Umsiedlungen wird im Stadtzentrum die größte Bibliothek für Geisteswissenschaften Belgiens gebaut.

## Fakultäten
Die UA besteht aus folgenden Fakultäten:
- Recht
- Medizin
- Literatur und Philosophie
- Politik- und Sozialwissenschaften
- Angewandte Wirtschaftswissenschaften
- Naturwissenschaften
- Pharmazeutische, Biomedizinische und Veterinärmedizinische Wissenschaften

Daneben gibt es auch noch folgende Institute, die Master-Ausbildungen anbieten:
- Universiteit Antwerpen Management School (UAMS)
- Institute for Transport and Maritime Management (ITMMA)

## Campus
Die UA ist über vier Standorte in der Stadt verteilt:
- Stadscampus (CST), direkt im Stadtzentrum
- Campus Drie Eiken (CDE), im Stadtteil Edegem

und, die beiden sehr nahe beisammenliegenden, im Stadtteil Wilrijk
- Campus Middelheim
- Campus Groenenborger (CGE)

## Ehemalige Absolventen
- Peter Van den Bossche (* 1959), Professor für Internationales Wirtschaftsrecht